# Брисани простор (ТВ серија)
Брисани простор је југословенска телевизијска серија из 1985. године. Сценарио је написао Иво Штивичић по књизи Ђорђа Личине Двадесети човјек, а режирао је Душан Анђић.

## Радња
Серија говори о упаду усташке Бугојанске групе у Југославију 1972. Терористи из усташке емиграције упадају наоружани у Југославију са циљем дизања устанка и вршења саботаже у Југославији.

## Списак епизода
| Редни број | Назив епизоде | Прво приказивање |
| ---------- | ------------- | ---------------- |
| 1.         | Припреме      | 28. април 1985.  |
| 2.         | Камион        | 5. мај 1985.     |
| 3.         | Сукоб         | 12. мај 1985.    |
| 4.         | Казна         | 19. мај 1985.    |

## Улоге
| Глумац                   | Улога                               |
| ------------------------ | ----------------------------------- |
| Слободан Алигрудић       | Чича Рогуља (4 еп. 1985)            |
| Миралем Зупчевић         | Стјепан Себурић Лубура (4 еп. 1985) |
| Богдан Диклић            | Крњо (4 еп. 1985)                   |
| Предраг Ејдус            | Јокохама (4 еп. 1985)               |
| Миодраг Кривокапић       | Доктор (4 еп. 1985)                 |
| Владо Керошевић          | Макс (4 еп. 1985)                   |
| Данило Лазовић           | Марко Вранац (3 еп. 1985)           |
| Радко Полич              | Кардинал (3 еп. 1985)               |
| Велимир Бата Живојиновић | Иван Вребац (3 еп. 1985)            |
| Боро Беговић             | Стипе Силвер (3 еп. 1985)           |
| Раде Чоловић             | Капула (3 еп. 1985)                 |
| Јасмин Гељо              | Били (3 еп. 1985)                   |
| Иво Грегуревић           | Штимер (3 еп. 1985)                 |
| Зинаид Мемишевић         | Лиско (3 еп. 1985)                  |
| Младен Нелевић           | Фил (3 еп. 1985)                    |
| Михаило Миша Јанкетић    | Боро (2 еп. 1985)                   |
| Драган Јовичић           | Ранко (2 еп. 1985)                  |
| Зденко Јелчић            | Брискула (2 еп. 1985)               |
| Миодраг Мики Крстовић    | Поручник Бањац (2 еп. 1985)         |

 Остале улоге  ▼
| Глумац                  | Улога                        |
| ----------------------- | ---------------------------- |
| Радослава Маринковић    | Нада (2 еп. 1985)            |
| Драган Миливојевић      | Сиво (2 еп. 1985)            |
| Едо Перочевић           | Јокаш (2 еп. 1985)           |
| Горан Савић             | Поп (2 еп. 1985)             |
| Рамиз Секић             | Бариша (2 еп. 1985)          |
| Влајко Шпаравало        | Анте Лиличек (2 еп. 1985)    |
| Горица Поповић          | Тодорова жена (1 еп. 1985)   |
| Милош Жутић             | Сал (1 еп. 1985)             |
| Алија Аљевић            | Водник (1 еп. 1985)          |
| Деметер Битенц          | Непознати (1 еп. 1985)       |
| Јасна Диклић            | Кућепазитељица (1 еп. 1985)  |
| Миленко Ђедовић         | Гост (1 еп. 1985)            |
| Изет Хајдархоџић        | (1 еп. 1985)                 |
| Жељко Хајндл            | Француски агент (1 еп. 1985) |
| Звоне Хрибар            | Јанез (1 еп. 1985)           |
| Биљана Јефтанић         | Преводилац (1 еп. 1985)      |
| Жељко Кецојевић         | Милиционер (1 еп. 1985)      |
| Санда Крго              | Чичина Кћерка (1 еп. 1985)   |
| Мирољуб Лешо            | Мика Дали (1 еп. 1985)       |
| Бранко Личен            | Душан (1 еп. 1985)           |
| Амела Милуновић         | Мала (1 еп. 1985)            |
| Заим Музаферија         | Старац 2 (1 еп. 1985)        |
| Дубравка Остојић        | Шалова жена (1 еп. 1985)     |
| Михајло Бата Паскаљевић | Старац 1 (1 еп. 1985)        |
| Ратко Петковић          | Пиљак (1 еп. 1985)           |
| Горан Султановић        | Лујо (1 еп. 1985)            |
| Небојша Шурлан          | Радник (1 еп. 1985)          |
| Небојша Вељовић         | Радио везист (1 еп. 1985)    |
| Звонко Зрнчић           | Пуковник Божо (1 еп. 1985)   |
| Ранко Гучевац           | (непознат број епизода)      |

Комплетна ТВ екипа  ▼
| Редитељ              | Душан Анђић              | (4 еп. 1985)                            |
| Сценариста           | Иво Штивичић             | (4 еп. 1985)                            |
| Композитор           | Корнелије Ковач          | (4 еп. 1985)                            |
| Директор фотографије | Ивица Рајковић           | (непознат број епизода)                 |
| Монтажер             | Душанка Перић            | (непознат број епизода)                 |
| Сценограф            | Кемал Хрустановић        | (4 еп. 1985)                            |
| Костимограф          | Ванда Нинић              | (4 еп. 1985)                            |
| Одсек за шминку      | Елизабета Мехић          | ассистант макеуп артист (4 еп. 1985)    |
| Одсек за шминку      | Шукрија Шаркић           | шминкер (4 еп. 1985)                    |
| Менаџер продукције   | Раде Бојат               | организатор (4 еп. 1985)                |
| Менаџер продукције   | Оливера Варагић          | директор филма (4 еп. 1985)             |
| Помоћник режије      | Слободан Голубовић Леман | 1 помоћник редитеља (4 еп. 1985)        |
| Специјални ефекти    | Влатко Милићевић         | пиротехничар (4 еп. 1985)               |
| Остала екипа         | Весна Милић              | секретар режије (непознат број епизода) |